# Анабіоз
Анабіоз (від грецького anabiosis — оживлення) — стан організму, за якого біологічні процеси в ньому припиняються або настільки сповільнені, що відсутні всі видимі прояви життя. 

## Загальний опис
Розповсюджений як спосіб пережиття складних умов серед деяких тварин, рослин і мікроорганізмів. У деяких організмів анабіоз є частиною звичайного циклу розвитку (у вигляді насіння, спор). При настанні сприятливих умов організм відновлює нормальну функціональність.
Анабіоз вперше спостерігався і був описаний А. Левенгуком в 1701 році.
З анабіозом мають багато спільного зимова (при замерзанні) та літня (при зневоднюванні) сплячки тварин. Але для дійсного анабіозу характерне більш глибоке придушення життєдіяльності. Типовий приклад анабіозу — потаємне життя насіння багатьох рослин, що зберігають схожість протягом багатьох років. Анабіоз спостерігається у вірусів, бактерій, безхребетних, амфібій, плазунів, лишайників, мохів і т. ін.
Анабіоз широко використовується на практиці: при виготовленні сухих живих вакцин, довготривалому зберіганні культур вірусів, бактерій, консервації різних органів та тканин (кістки, судини, кров).
Анабіоз підвищує спротив організмів до дії несприятливих факторів при космічних польотах.
Спеціалізованим видом анабіозу є солевий анабіоз — здатність водних організмів, переходячи в неактивний стан, переживати несприятливі умови, викликані збільшенням концентрації солей в воді. Це притаманне видам, що мешкають в періодично пересихаючих водоймах та на літоралі — коловерткам, бокоплавам, джгутиковим найпростішим та іншим.

## Анабіоз у фантастиці
У науково-фантастичних творах анабіоз є поширеним способом подолати проблеми міжзоряних польотів. Нерідко описується як екіпаж зорельотів заморожується, всі життєві процеси сповільнюються, відповідно люди можуть летіти десятиліттями, не старіючи. Більш досконалою фантастичною технологією є стазис — припинення або сповільнення всіх фізичних процесів як живих істот, так і неживих об'єктів.